# Zorochrus
Zorochrus là một loài bổ củi được tìm thấy chủ yếu trong cát trên các bờ sông và suối.

## Hình ảnh

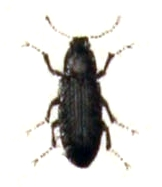